# Luis Perea Hernández
Luis Perea Hernández (Alcalá de Henares, 25 d'agost de 1997) és un futbolista professional madrileny que juga com a centrecampista pel Racing de Ferrol.
Va marcar el seu primer gol com a professional el 31 de maig de 2019, marcant el tercer de l'equip en una victòria fora de casa 3 a 2 contra el Còrdova CF.

## Palmarès
Osasuna
- Segona divisió: 2018–19